# Richard Mellon Scaife
Richard Mellon Scaife (* 3. Juli 1932 in Pittsburgh, Pennsylvania; † 4. Juli 2014 ebenda) war ein US-amerikanischer Milliardär. Bekannt und bedeutend war er als Unterstützer konservativer und libertärer Politiker und Institutionen, vor allem durch eine Reihe eigener Stiftungen.

## Herkunft
Seine Eltern waren Sarah Mellon Scaife und Alan Scaife. Die Mutter entstammte einer der reichsten Familien der USA (Mellon). Als die Zeitschrift Fortune 1957 erstmals eine Liste der reichsten Amerikaner aufstellte, wurde sie neben drei anderen Mitgliedern der Familie zu den acht reichsten Personen gezählt. Sein Großonkel Andrew W. Mellon war Bankier und von 1921 bis 1932 Finanzminister der USA. Er setzte sich erfolgreich für Steuersenkungen ein, die vor allem die Reichsten begünstigten.

## Leben
Scaifes Vermögen stammte vorwiegend aus der Aluminum Corporation of America (Alcoa), der Erdölfirma Gulf Oil, aus Kohle-, Stahl- und Kupferkonzernen, aus der Mellon National Bank of Pittsburgh und anderen Banken und Trusts.
Sein Vater arbeitete im Zweiten Weltkrieg im Office of Strategic Services, einem Vorläufer der CIA. Er war sehr besorgt wegen einer vermeintlichen Bedrohung des Reichtums durch Kommunisten in den USA, womit er seinen Sohn stark beeindruckte. Als er 1958 starb, übernahm Richard die Verwaltung des Vermögens der Mutter. Um die Erbschaftssteuer zu umgehen, wurden große Teile davon in mehrere Wohltätigkeitsfonds umgewandelt, die unter der Auflage, dass die Gewinne 10 bzw. 20 Jahre lang für wohltätige Zwecke verwendet wurden, steuerfrei auf Richard und seine Schwester Cordelia übertragen werden konnten. Dadurch besaß er ab 1963 ein eigenes Vermögen von 175 Millionen Dollar, das er nur für gemeinnützige Zwecke verwenden konnte. Als 1965 die Mutter starb, erlangten die Geschwister die Kontrolle über die wesentlich größere Sarah Scaife Foundation, die die Eltern schon 1941 gegründet hatten. Cordelia wollte wie ihre Mutter vor allem die Bereiche Kunst, Bildung und Wissenschaft fördern, aber über die Jahre setzte sich Richard mit seinen überwiegend politischen Zielsetzungen durch.
1964 war Richard Scaife an der Gründung der Carthage Foundation beteiligt, die nach dem antiken Karthago benannt wurde, weil man Parallelen zwischen der aktuellen Situation in den USA und dem Niedergang Karthagos sah. Bei der Präsidentschaftswahl hatte der republikanische Kandidat Barry Goldwater eine schwere Niederlage gegen Lyndon B. Johnson erlitten, und Johnson begann, mit Bürgerrechtsgesetzen und Programmen zur Bekämpfung der Armut eine Politik zu verfolgen, die Scaife und seine Partner entschieden ablehnten.
Bei der Präsidentschaftswahl 1972 unterstützte Scaife die Wiederwahl Richard Nixons mit fast einer Million Dollar, die er an 330 beteiligte Institutionen verteilte, um die Beschränkungen für Wahlkampfspenden einzuhalten. In der Watergate-Affäre sprach er sich jedoch leidenschaftlich für Nixons Amtsenthebung aus, und danach setzte er sich nicht mehr in größerem Maßstab für einzelne Politiker ein, sondern finanzierte über hundert Stiftungen und andere Einrichtungen, um inhaltlich auf die Politik einzuwirken.
1975 wurde er der Hauptsponsor der zwei Jahre zuvor gegründeten Heritage Foundation. Diese trat als Denkfabrik auf, unterschied sich aber von herkömmlichen Denkfabriken wie der Brookings Institution oder der Rockefeller Foundation, indem sie nicht ergebnisoffene Forschung betrieb, sondern dezidiert erzkonservative Ansichten vertrat und diese auch aktiv an Politiker herantrug (Lobbyismus). Während die älteren Einrichtungen sehr auf Neutralität achteten, um ihre Gemeinnützigkeit nicht zu gefährden, gelang es nun innerhalb einiger Jahre, finanziert von reichen Spendern wie Scaife, „alternative“ Institutionen wie Heritage aufzubauen und erfolgreich als Gegengewicht zu den etablierten, überwiegend liberal ausgerichteten in Szene zu setzen, indem man diese als parteiisch und die eigene, bis dahin randständige Agenda als mindestens gleichwertig hinstellte.
Scaife half auch bei der Finanzierung des Arkansas-Projektes, das letztendlich zum Amtsenthebungsverfahren gegen Bill Clinton führte. Daneben war er verantwortlich für die Gründung des Committee for a Constructive Tomorrow, einer der bedeutendsten Frontgruppen der organisierten Klimaleugnerszene.
Scaife war zweimal verheiratet, in erster Ehe mit Frances L. Gilmore und in zweiter Ehe mit Margaret „Ritchie“ Battle. Beide Ehen wurden geschieden. Aus der ersten Ehe hatte er zwei Kinder. Er starb am 4. Juli 2014 im Alter von 82 Jahren in seinem Zuhause in Pittsburgh an den Folgen einer Krebserkrankung.